# Prisión de Anemas
La Prisión de Anemas (en turco: Anemas Zindanları) es un gran edificio bizantino unido a las paredes de la ciudad de Constantinopla (la actual Estambul, Turquía). Se le identifica tradicionalmente con las cárceles nombradas en honor de Miguel Anemas, un general bizantino que se levantó en una rebelión fracasada contra el emperador Alejo I Comneno (r. 1081-1118) y que fue la primera persona en ser encarcelada allí. La prisión cuenta con un lugar destacado en los últimos siglos del Imperio Bizantino, ya que cuatro emperadores bizantinos fueron encarcelados allí.